# Anna Alekszejevna Turgenyeva
Anna Alekszejevna Turgenyeva (Aszja Turgenyeva) (Moszkva, 1890. május 12. – Arlesheim, Svájc, 1966. október 16.), orosz festő, író, antropozófus.

## Élete
Két lánytestvére volt: Natasa (1886–1942) és Tatyjana (1896–1966). 
Nagybátyjuk Ivan Szergejevics Turgenyev volt. 
Az 1905-ös forradalom után Aszja nővérével Párizsba ment, majd Brüsszelben tanult tovább képzőművészetet. 
1909-ben megismerkedik Borisz Bugajevvel (Andrej Belij). Bejárják Dél-Európát, Máltát, Észak-Afrikát és Palesztinát. 1912-ben, Kölnben személyesen is megismerkednek Rudolf Steinerrel.
1913-ban Münchenben megtekintik Steiner misztériumdrámáinak bemutatóit.
1914 februárjában Bugajevvel a svájci Dornachba utaznak; áprilisban részt vesznek az épülő Johannesbau felszentelésén. A később Goetheanum néven ismert épület üvegablakait Aszja Turgenyeva tervezi. Euritmia-képzést kezd.
1916 augusztusában Bugajevvel elválnak útjaik. Bugajev visszautazik Oroszországba
1919-ben Turgenyeva levelet ír Bugajevnek, melyben véglegesíti különválásukat.
1922–1923. Az első Goetheanum leégése után, az új épület üvegablakait Rudolf Steiner útmutatása alapján is Ászja tervezi. Könyvillusztrációkat is készített.

## Főbb művei

### Illusztrációk
- GOETHE, J. W.: Das Märchen (Dornach, 1929)
- STEINER, R.: Das Märchen vom Quellenwunder (Dornach, 1930)
- STEINER, R.: Wesen der Künste (Dornach, 1930)
- STREIT, J.: Das Dreikönigsbuch (Bern, 1951)
- STREIT, J.: Die Söhne Kains (Freiburg i. Br., 1959)
- STREIT, J.: Und es ward Licht (Stuttgart, 1970)

### Írások
- Die Goetheanum Fenster-Motive (Dornach, 1935)
- Motive aus den Christgeburtsspielen (Dornach, 1937)
- Was wird mit dem Goetheanum-Bau geschehen? (Basel, 1956)
- Was ist mit dem Goetheanumbau geschehen? (Basel, 1957)
- Rudolf Steiners Entwürfe für die Glasfenster (Dornach, 1961)
- Erinnerungen an Rudolf Steiner (Stuttgart, 1972)

## Ajánlott irodalom
- BELYJ, A.: Assja (in: Das Goetheanum, 1985/39.)